# Marijn Simons
Marijn Simons (né le 25 décembre 1982 à Geleen) est un compositeur, chef d'orchestre et violoniste néerlandais.

## Biographie
Marijn Simons reçoit à quatre ans ses premières leçons de violon, puis, à huit ans, ayant déménagé avec sa famille à Amsterdam, il commence à travailler avec Davina van Wely au Conservatoire d'Amsterdam. À dix ans, il fait ses débuts avec le Concerto pour violon de Mendelssohn. Il termine ses études de violon en travaillant avec Saschko Gawriloff jusqu'en 1997. Parallèlement, il reçoit, entre 1996 et 2002, des leçons de composition avec Daan Manneke au Conservatoire d'Amsterdam, ainsi qu'avec le compositeur écossais James MacMillan. Il a également pris des cours privés de direction d'orchestre avec Jean-Bernard Pommier et Ed Spanjaard.
Il est dorénavant premier violon de l'Orchestre symphonique d'Aix-la-Chapelle. En janvier 2009, il dirige le premier concert de l'ensemble qu'il a fondé, le Simons Ensemble.
Simons a été compositeur en résidence en 2004 au Festival de musique de chambre de Delft et en 2005 au Festival de Cabrillo à Santa Cruz.

## Œuvres
- Capriccio for Stan & Ollie, pour violon et piano, opus 11 (1996)
- Cuddly Animals, opus 13 (1999)
- Noises in the night: homage to Degawanidah ("The peacemaker"), pour orchestre, opus 14 (1999)
- Concerto d'un bon esprit, pour piano et orchestre de chambre, opus 16 (1999)
- Concerto comique, pour trombone et orchestre, opus 17 (2000)
- Secret notes, concerto pour violon, opus 19 (2002)
- The fifth sun, pour quatuor de percussions, opus 20 (2001)
- Concerto fabuleux, pour instruments à percussion et orchestre, opus 21 (2002)
- Five poems by Emily Dickinson, pour soprano et quatuor à cordes, opus 22 (2003)
- The Circus, pour ensemble, opus 24 (2003)
- A Tí Te Toca, pour deux pianos et orchestre, opus 23  (2003)
- Salsa (extrait de A Tí Te Toca), pour deux pianos, instruments à vent, percussions et contrebasse, opus 23a (2004)
- Mariachi (extrait de A Tí Te Toca), pour orchestre, opus 23b (2003)
- Visiting the angels (Concerto no 2), pour trombone et orchestre, opus 25 (2004)
- Symphonie n° 1, opus 26 (2004)
- Elegy (extrait de la Symphonie n° 1), pour orchestre à cordes, opus 26a (2004)
- Quatuor à cordes n° 3, opus 27  (2004)
- Concerto for an old couple, opus 28 (2006)
- L'espoir, quatuor de saxophones, opus 30 (2005)
- Desert Garden, pour piano, opus 31 (2005)
- Smoking mirrors, pour orchestre de chambre, opus 32  (2005)
- Symphonie n° 2, opus 33 (2006)
- Carbone notata, opus 34 (2006)
- Welles / nietes, opus 35 (2006)
- Symphonie n° 3, opus 36 (2008, création à Aix-la-Chapelle)
- Concert, pour orchestre à cordes, opus 37 (1996)
- Seven steps, opus 38 (2007)

## Source de la traduction
- (de) Cet article est partiellement ou en totalité issu de l’article de Wikipédia en allemand intitulé « Marijn Simons » (voir la liste des auteurs).